# Ralph Alexander Raphael
Ralph Alexander Raphael (1º gennaio 1921 – 27 aprile 1998) è stato un chimico organico inglese e membro della Royal Society.
Fu professore presso l'Università di Glasgow dal 1957-1972, Membro del Christ's College (Cambridge), professore di chimica organica e Preside del Dipartimento di Chimica all'Università di Cambridge dal 1972 al 1988, infine ricevette il titolo di Professore Emerito e Membro Onorario.